# Monts de Tlemcen
Monts de Tlemcen är en bergskedja i Algeriet.   Den ligger i provinsen Tlemcen, i den nordvästra delen av landet, 500 km sydväst om huvudstaden Alger.
Monts de Tlemcen sträcker sig 27,6 km i öst-västlig riktning. Den högsta toppen är Djebel Tataïzra, 1 605 meter över havet.
Topografiskt ingår följande toppar i Monts de Tlemcen:
- Djebel Beni Yakoub
- Djebel Bou Ides
- Djebel Bouchouk
- Djebel Boulaadour
- Djebel Dar Cheïkh
- Djebel ed Demamene
- Djebel el Aoud
- Djebel el Guern
- Djebel Hezam et Touil
- Djebel Nador
- Djebel Rhenndas
- Djebel Tataïzra
- Djebel Tichtiouine